# Yaho
Pour le département, voir Yaho (département).
Yaho est une commune rurale et le chef-lieu du département de Yaho dans la province des Balé de la région de la Boucle du Mouhoun au Burkina Faso.

## Histoire
Louis-Gustave Binger y fait étape le vendredi 18 mai 1888 : « En arrivant à Yaho, qui n'est éloigné que de 12 kilomètres de Ouakara, je suis conduit au chef, comme il avait été convenu la veille. Ce chef doit m'assurer le chemin jusqu'à Bangassi. Il me reçoit bien, mais que cette population niéniégué est curieuse et gênante ! ».

## Éducation et santé
Yaho accueille un centre de santé et de promotion sociale (CSPS).